# Frucht (Wasserzeichenmotiv)
Die Frucht, englisch Fruit, französisch fruit, italienisch Frutto oder spanisch Fruta unterschiedlicher Pflanzen diente überwiegend den italienischen Papiermachern des Spätmittelalters bzw. der Frührenaissance als Vorbild für ihre Wasserzeichen. Die Filigranologie hat diese seit dem 19. Jahrhundert systematisch erfasst und in ihre Repertorien aufgenommen. Bei Charles-Moïse Briquet finden sie sich zum Teil unter „Fruit“ im zweiten Band seines grundlegenden Werks zur Filigranologie.
Briquet betont, dass eine bestimmte Anzahl von Früchten gut gezeichnet und leicht zu identifizieren sind: die Eichel (französisch Gland), der Zapfen (französisch Pomme du pin) und die Traube (französisch Raisin). Diese handelt er deshalb gesondert ab. Andere Früchte sind nicht eindeutig zu identifizieren, weshalb Briquet drei Klassen bildet:
1. Früchte in Birnen-, Feigen- oder Granatapfelform
2. solche mit einer eiförmigen Form, die einer Mandel oder einer gerippten Melone ähnelt
3. diejenigen, die wie Kirschen aussehen.

Bei der Reihe der Findbücher zur Wasserzeichenkartei Piccard ist der Band XIV komplett dem Motiv Frucht gewidmet. Auf Grund einer gewissen formalen Ähnlichkeit mit den Traubenbeeren ordnet Gerhard Piccard dem Motiv Traube auch Wasserzeichen des Wappens der Stadt Augsburg zu, das die heraldische Figur einer Zirbelnuss,englisch cembra nut, französisch pyr, zeigt.

## Fruchtarten

### Ahornfrucht
Das im Wasserzeichen-Informationssystem als Ahornfrucht bezeichnete Wasserzeichen tritt in wenigen Belegen in der Mitte des 15. Jahrhunderts auf. Es weicht in seiner Darstellung etwas von den botanischen Gegebenheiten ab, denn es zeigt einen Samen mit zwei Flügeln, während die Ahornbäume Spaltfrüchte mit zwei Samen und zwei Flügeln aufweisen. Deshalb lautet die Motivbezeichnung in der Wasserzeichensammlung Piccard „Zwei Blätter an ringförmiger Frucht“. Eine auf 1442 datierte Handschrift in der Universitätsbibliothek Leipzig dokumentiert das zusammengehörige Formenpaar.

### Ähre

#### Gerste
Die Ähre der Gerste, kenntlich durch die langen Grannen, französisch epi, war ursprünglich nur mit einem Beleg für 1444 in Sion nachgewiesen (Briquet 5971) Nunmehr sind weitere Belege aus der Mitte des 15. Jahrhunderts hinzugekommen, die Herkunft des Papiers wird mit Oberitalien angegeben. Die Internationale Arbeitsgemeinschaft der Papierhistoriker (IPH) führt die Ähre der Gerste in ihrer Internationalen Norm zur Erfassung von Papieren mit und ohne Wasserzeichen in Untergruppe G3/1.

#### Weizen
Durch Briquet 5972 für 1468 in der Provence belegt. Die Internationale Arbeitsgemeinschaft der Papierhistoriker (IPH) führt die Ähre des Weizens in ihrer Internationalen Norm zur Erfassung von Papieren mit und ohne Wasserzeichen in Untergruppe G3/2.

### Beere
Ein Wasserzeichen mit drei an die Sammelsteinfrucht der Brombeere erinnernden Früchten findet sich ab 1432 in mehreren Handschriften. Das Wasserzeichen-Informationssystem kennt das Motiv auch mit Beizeichen Kreuz (einkonturig) bzw. (zweikonturig). Piccard selbst ordnet die Beeren-Wasserzeichen den Trauben zu.

### Birne
Die Birne, englisch pear, französisch poire, italienisch pera, portugiesisch pera, spanisch pera, ist von Briquet der Gruppe französisch Fruit zugewiesen. Das Wasserzeichen-Informationssystem kennt die Birne in folgenden Ausformungen
- frei, ohne Blätter
  - ohne Stiel
  - Stiel einkonturig
  - Stiel zweikonturig
- frei, zwei Blätter
  - ohne Ring
  - mit Ring
- frei, um 90° gedreht

Die Birnen-Wasserzeichen stammen aus der 2. Hälfte des 14. Jahrhunderts und wurden in Oberitalien bzw. Mittelitalien hergestellt.
.

### Eichel
Man findet das Wasserzeichen Eichel, englisch acorn, französisch gland, italienisch ghianda, portugiesisch bolota, spanisch bellota, mit ein, zwei, drei oder vier Eicheln. Eine Eichel an einem Ast mit zwei Blättern aus der Zeit um 1370 wurde in Perpignan nachgewiesen (Briquet 7434), ein weiterer Beleg für diese Zeit findet sich im heutigen Spanien. Das Motiv wurde vom Proyecto Filigranas Hispánicas in Ergänzung zum IPH-Standard mit H5/1 codiert.

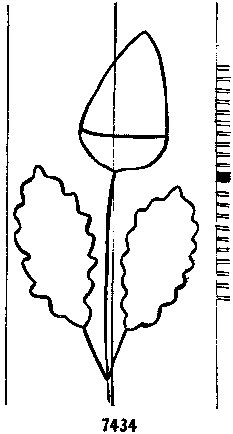
Briquet 7434
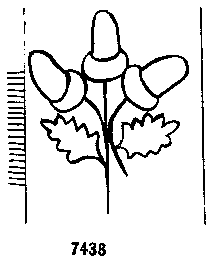
Briquet 7438

Eine andere Form von Eicheln wird mit württembergischer Herkunft in Verbindung gebracht. Dabei wird der Fruchtbecher mit einer strukturierten Oberfläche gezeigt, wie dies bei einer Stieleiche der Fall ist.

### Granatapfel
Das Wasserzeichen-Informationssystem bringt ein Wasserzeichen aus dem Jahr 1454 mit dem Granatapfel, englisch pomegranate, französisch grenade, italienisch melograno, spanisch granada, portugiesisch romã in Verbindung. Die gegitterte Struktur kann als Samen innerhalb der aufgeplatzten Scheinfrucht verstanden werden.

### Kirsche
Wie in der Heraldik wird die Kirsche in Form von zwei oder drei an den Stielen noch zusammenhängenden Früchten gezeigt. Anhaftende Laubblätter und Zweigstück sind mögliche Motivvarianten. Die Kirsche kommt in der 1. Hälfte des 14. Jahrhunderts in Oberitalien vor.

### Mandel
Die Steinkern einer Frucht des Mandelbaums wird in der dargestellten Form sichtbar, wenn in der Reife das Fruchtgehäuse aufspringt. Piccard nennt für die von ihm ermittelten Belege Mittelitalien als Ursprungsregion. Die Belege stammen aus der Zeit von 1360 bis 1380; ähnliche finden sich auch unter den von Mošin und Traljić dokumentierten Belegen.

### Mohn
Im Wasserzeichen-Informatiosnsystem sind Belege des Wasserzeichens mit der Darstellung einer Samenkapsel des Schlafmohns und vier Blättern aus dem letzten Jahrzehnt des 15. Jahrhunderts überliefert, solche mit einer Kapsel und zwei Blättern aus der Zeit um 1436/37. Die lanzettförmigen Blätter sprechen durchaus für die Vermutung von Briquet, dass es sich um den Granatapfel handelt. Beim Schlafmohn sind die Blätter hingegen gezähnt bis gesägt.

### Traube
„Die Weintraube als Symbol des Reichtums und der Fruchtbarkeit wurde oft als Wasserzeichen gebraucht. Das älteste Zeichen dieser Art ist für 1420 nachgewiesen; der Typ wurde verwendet bis 1455. Mit einfachem oder doppelstrichigem Stiel findet sich die Traube oft in süddeutschen Inkunabeln, so auch – neben anderen Zeichen – in der 42zeiligen Gutenbergbibel.“

Einen Überblick über die Vielfalt der sich auf den ersten Blick oft stark ähnelnden Traubenwasserzeichen gibt Gerhard Piccard in seiner Übersichtszusammenstellung in Findbuch 14, Band 1. Die Ausformung des Stiels (einfach oder doppelstrichig) ist ein wichtiges Unterscheidungsmerkmal.
Die Verwendung des Wasserzeichenmotivs Traube hat im Unterschied zu den anderen Fruchtmotiven eine vielgestaltige Fortsetzung bis in das 19. Jahrhundert und erfordert deshalb eine eigenständige Bearbeitung, zumal damit auch Format- und Sortenbezeichnungen verbunden sind.

### Zapfen
Beispiele finden sich bei Briquet unter französisch pomme de pin, englisch pine cone, italienisch pigna, spanisch piña mit den Nummern 12435 bis 12440.